# لوك هيمينغز
لوك روبرت هيمينغز (مواليد 16 يوليو 1996 –) هو مغني مؤلف وموسيقي أسترالي. وهو عضو ومغني رئيسي بالفرقة الغنائية الأسترالية 5 سيكوندس أوف سمر. منذ عام 2014، باعت الفرقة أكثر من 10 ملايين ألبوم، وباعت أكثر من مليوني تذكرة حفلة موسيقية بجميع أنحاء العالم، وتجاوزت أغانيهم 7 مليارات مشاهدة، مما يجعلها واحدة من أنجح الفرق الغنائية الأسترالية بالتاريخ.

## وصلات خارجية
- لوك هيمينغز على موقع IMDb (الإنجليزية)
- لوك هيمينغز على موقع ميوزك برينز (الإنجليزية)
- لوك هيمينغز على موقع أول ميوزيك (الإنجليزية)
- لوك هيمينغز على موقع ديسكوغز (الإنجليزية)
- لوك هيمينغز على موقع قاعدة بيانات الفيلم (الإنجليزية)